# Aeródromo Tongoy
El Aeródromo Tongoy (OACI: SCTG) es un terminal aéreo ubicado cerca de Tongoy, en la Provincia de Elqui, Región de Coquimbo, Chile. Es de propiedad pública.